# 植松往正
植松 往正（うえまつ ゆきまさ）は、戦国時代から安土桃山時代にかけての武将。香西氏の家臣。讃岐国植松城主。

## 略歴
植松氏は讃岐東部（東讃）の有力国人･香西氏の庶流である。父・植松備後守資正と同様に、往正も香西元載・佳清に仕えた。
永禄11年（1568年）または元亀4年（1573年）、讃岐勢が宇喜多直家の備前国児島の賀陽城（通生）を攻めると、父と共に従軍し、敵将の吉田右衛門尉を討ち取った。しかし次いで本太城（塩生）を攻めた時に、讃岐勢を率いていた香西元載が戦死したため、讃岐勢は引き上げた（南海通記）。天正元年（1573年）11月13日、往正は元載の子・香西佳清から感状を賜っている。佳清は若年にして盲目であったため、新居資教（香西大隅守）と父が家老としてこれを補佐した。
元亀4年（1573年）5月から7月にかけて三好長治と十河存保がその重臣・篠原長房を討伐した上桜城の戦いでは、弟・資久が長房の嗣子・長重を討ち取っている。
天正4年（1576年）、香西佳清の使者として新居資教が、香川元景の使者として香川元春が織田信長に謁見し、香川氏と香西氏は揃って織田家に降っている。更に、天正年間には、往正も信長に謁見した。
天正6年（1578年）1月11日、香西佳清の弟･千虎丸の香西氏相続を支持する香西清長（香西備前守）が、新居資教と父・資正を成就院にて殺害した（成就院事件）。この時、資正は73歳にして従者2人を従え、敵15人と渡り合い8人を斃したと云う。往正・資久兄弟は直ちに香西城を押さえ、香西清長が籠もる作山城を囲み、備前中島に追放した。その後は父や、離反した羽床資載に代わって、往正が香西佳清の重臣となり、讃岐・阿波を転戦した。
天正10年（1582年）7月、長宗我部元親の子・香川親和が、羽床資載と土佐国・伊予国・阿波国の兵を加えて香西佳清の領内に侵攻し、佳清が長宗我部氏に降ると、往正は十河存之が守る十河城攻めに加わった。
天正13年（1583年）5月、豊臣秀吉による四国攻めが起こると、往正は香西佳清の後妻を警護した。
その後の消息は不明であるが、子・往忠は、生駒一正に仕え、朝鮮出兵において戦功を挙げ、感状並びに領地を得て、さらに関ヶ原の戦いで戦功を挙げている。